# Avena vaviloviana
Avena vaviloviana là một loài thực vật có hoa trong họ Hòa thảo. Loài này được (Malzev) Mordv. mô tả khoa học đầu tiên năm 1936.